# 方剂学
方剂学是研究治法与方剂配伍规律及临床运用的一门学科，是中医药学各类专业必修的基础课程。方剂学在辨证审因，确定治法的基础上，按照组方原则，选择恰当的药物合理配伍，酌定合适的剂量、剂型、用法。
方剂学于20世纪50年代方剂理论体系才得以初步形成，方剂学才逐渐地从中医药学中分化出来而成为一门独立的学科，具有基础和临床的双重属性，联系中医基础和临床，沟通中医和中药，衔接传统中医和现代生命科学。

## 基本任务
方剂学的基本任务是阐明方剂与病证之间治法的关系，揭示构成方剂的诸要素与功效之间的关系。研究范围主要是以古人经典方剂的制方原理为主线，经典方剂的制方原理、治法、组方思路、方剂配伍、服用方法等方面的理论，方中药物配伍的主次关系和功效与主治病证病机相关的配伍原理，方剂适应范围，使用要点，加减变化及剂型选择的规律等。

## 研究指导原则
方剂学研究指导原则以中医学术思想为基础，以科学方法论为指导，以方剂为主要研究对象，旨在揭示方剂学科规律的研究方法。
方法是在传统中医临床观察和思辨方法的基础上，引入和吸取现代科学方法发展起来的体现了中医学整体、系统、辨证的基本思想与现代自然科学方法的结合，方剂学科理论与现代多学科技术手段的结合。

## 具体工作
方剂学研究具体工作主要有：临床试验，文献整理，逻辑分析，实验研究，多学科研究等方面。
方剂学与现代药理、化学、制剂及生命科学等多学科的渗透，运用实验研究的手段，从实证的角度认识方剂效用与方内药物之间的配伍关系，阐明方剂效用的物质基础和作用机理，发现方剂的潜在功效和新用途以及改进传统剂型，研发复方新药。

## 历代文献
中医历代涉及方剂学文献：
- 《黄帝内经》，唐朝整理春秋战国时期的文献，记载13首方剂，奠定了方剂学的理论基础。
- 《五十二病方》，秦汉时期的文献，载方283，中国现存最古老的方书。
- 《伤寒杂病论》，东汉张仲景撰，载方单方113+复方245，融理法方药于一体，被尊为“方书之祖”。
- 《肘后备急方》，晋葛洪，载单方510+复方494，方简、便、廉、效。
- 《刘涓子鬼遗方》，晋末刘涓子撰，南朝齐龚庆宣重新整理。
- 《备急千金要方》，唐，孙思邈，载方5000余。
- 《千金翼方》，唐，孙思邈，载方近3000。
- 《外台秘要》，唐，王焘，载方6000余，集唐以前方剂之大成。
- 《太平圣惠方》，北宋王怀隐、王祐、郑彦、陈昭遇等编，载方16834，翰林医官院医官，依据医局所藏北宋以前各种方书、名家验方并宋太宗亲验医方，又广泛收集民间效方集体编写而成。
- 《圣济总录》，南宋，载方近2万，宋徽宗时由朝廷组织人员编纂，成书于1111年-1117年，集宋以前方剂之大成。
- 《太平惠民和剂局方》，南宋太医局编，陈承、裴宗元、陈师文曾加校正，载方788，是宋代太医局所属药局的一种成药处方配本。
- 《伤寒明理论》，金朝成无己，中国第一部研究方剂配伍理论的专著。
- 《宣明论方》，金朝金元四大家之一，刘完素著，善用寒凉药。
- 《儒门事亲》，金朝金元四大家之一，张从正著，主张攻下法。
- 《脾胃论》，金元，金元四大家之一，李东垣著，擅长补脾胃。
- 《丹溪心法》，元代金元四大家之一，朱震亨著，力倡滋阴。
- 《普济方》，明朝朱橚，载方61739，中国古代载方最多的一部方书。
- 《汤头歌诀》，清汪昂，为初学者启蒙必读医书，流传甚广。
- 《中医方剂大辞典》，南京中医药大学主编，1997年11月出版，该书由南京中医药大学联合兄弟院校近百名专家学者历时12年完成。载方96592首,，中国现存载方最多的一部方书。